# Obenmankhaus
Obenmankhaus ist eine Hofschaft in der bergischen Großstadt Solingen.

## Geographie
Obenmankhaus befindet sich im Grenzgebiet zwischen den beiden Stadtteilen Merscheid und Ohligs auf einem Höhenrücken im Norden des Viehbachtals. Der Ort liegt in einem Wohngebiet südlich der Merscheider Straße und der dort befindlichen Cobra, dort an der Brunnenstraße, die in den Mankhauser Pött führt (einen kleinen Park rund um den alten Brunnen) sowie an der Straße Obenmankhaus. Südwestlich liegt der Nachbarort Untenmankhaus. Südlich, auf der anderen Seite des Viehbachtals, befinden sich Hülsen, Junkernhäuschen und Schorberg. Nordöstlich liegt Fürker Irlen, im Norden befindet sich die Hofschaft Fürk sowie Anker. Nordwestlich beziehungsweise westlich liegen Poschheide, Suppenheide und Wahnenkamp.

## Geschichte
Mankhausen, das historisch aus den beiden Höfen Oben- und Untenmankhaus besteht, lässt sich bis in das 15. Jahrhundert zurückverfolgen. Die erste urkundliche Erwähnung von Mankhausen findet sich 1488 im Zehntregister des Klosters Altenberg, in dem der Ort als Manckhyss/Monckhyss verzeichnet ist. Im Jahre 1715 ist der Ort in der Karte Topographia Ducatus Montani, Blatt Amt Solingen, von Erich Philipp Ploennies mit zwei Hofstellen verzeichnet und als Mankhusen benannt. Beide Höfe gehörten zur Honschaft Barl innerhalb des Amtes Solingen. Die Topographische Aufnahme der Rheinlande von 1824 verzeichnet den nordwestlich gelegenen Ort als Ober Mankhauſen und den südöstlich gelegenen Ort als Unter Mankhauſen. Die Preußische Uraufnahme von 1844 enthält den einen Ort als Ob: Mankhaus, den anderen als Unt: Mankhaus. In der Topographischen Karte des Regierungsbezirks Düsseldorf von 1871 ist der Ort als Obenmankhaus verzeichnet.
Nach Gründung der Mairien und späteren Bürgermeistereien Anfang des 19. Jahrhunderts gehörte Obenmankhaus zur Bürgermeisterei Merscheid, die 1856 zur Stadt erhoben und im Jahre 1891 in Ohligs umbenannt wurde.
1815/16 lebten zusammen 128, im Jahre 1830 zusammen 148 Menschen im als Weiler bezeichneten Oben- und Untenmankhaus. 1832 war der Ort weiterhin Teil der Honschaft Barl innerhalb der Bürgermeisterei Merscheid, dort lag er in der Flur VII. Mankhaus. Der nach der Statistik und Topographie des Regierungsbezirks Düsseldorf als Hofstadt kategorisierte Ort besaß zu dieser Zeit 13 Wohnhäuser und 18 landwirtschaftliche Gebäude mit 93 Einwohnern, davon drei katholischen und 90 evangelischen Bekenntnisses. Die Gemeinde- und Gutbezirksstatistik der Rheinprovinz führt den Ort 1871 mit 30 Wohnhäusern und 201 Einwohnern auf. Im Gemeindelexikon für die Provinz Rheinland von 1888 werden für Obenmankhaus 23 Wohnhäuser mit 137 Einwohnern angegeben. 1895 besitzt der Ortsteil 23 Wohnhäuser mit 152 Einwohnern.
Der Brunnen in der Hofschaft, der Mankhauser Pött, besteht schon seit 1565. Im 20. Jahrhundert wurde das Mankhauser Pöttfest im August als typisches Volksfest gefeiert. Heute liegt der Brunnen in einer liebevoll gepflegten kleinen Parkanlage.
Als Fabrik für Federmesser wurde im Jahre 1834 die Firma Robert Klaas in der Hofschaft Scharrenberg gegründet. 1843 zog sie in ein Wohnhaus in der Hofschaft Obenmankhaus um, wo sich noch heute das Fabrikgelände der Firma Klaas befindet. Die Schneidwarenfabrik expandierte kontinuierlich und errichtete im Jahre 1908 das bereichsprägende vierstöckige Geschäftsgebäude an der Pfeilstraße. Im Jahre 1934 feierte die Firma das 100-jährige Firmenjubiläum, ein Jahr später wurde der von der Merscheider Straße zu der Firma führende Weg in Robert-Klaas-Straße umbenannt. Noch heute wird das Unternehmen mit Sitz in Obenmankhaus als Manufaktur handgefertigter Schneidwaren geführt.

Mit der Städtevereinigung zu Groß-Solingen im Jahre 1929 wurde die Hofschaft Obenmankhaus ein Ortsteil Solingens. Seit dem Jahre 1986 stehen von den vielen historischen Fachwerkhäusern im Ort die Gebäude Obenmankhaus 1, 3, 5, 22a und 40 inklusive der historischen Wasserpumpe, 46, 48 und 50 unter Denkmalschutz.

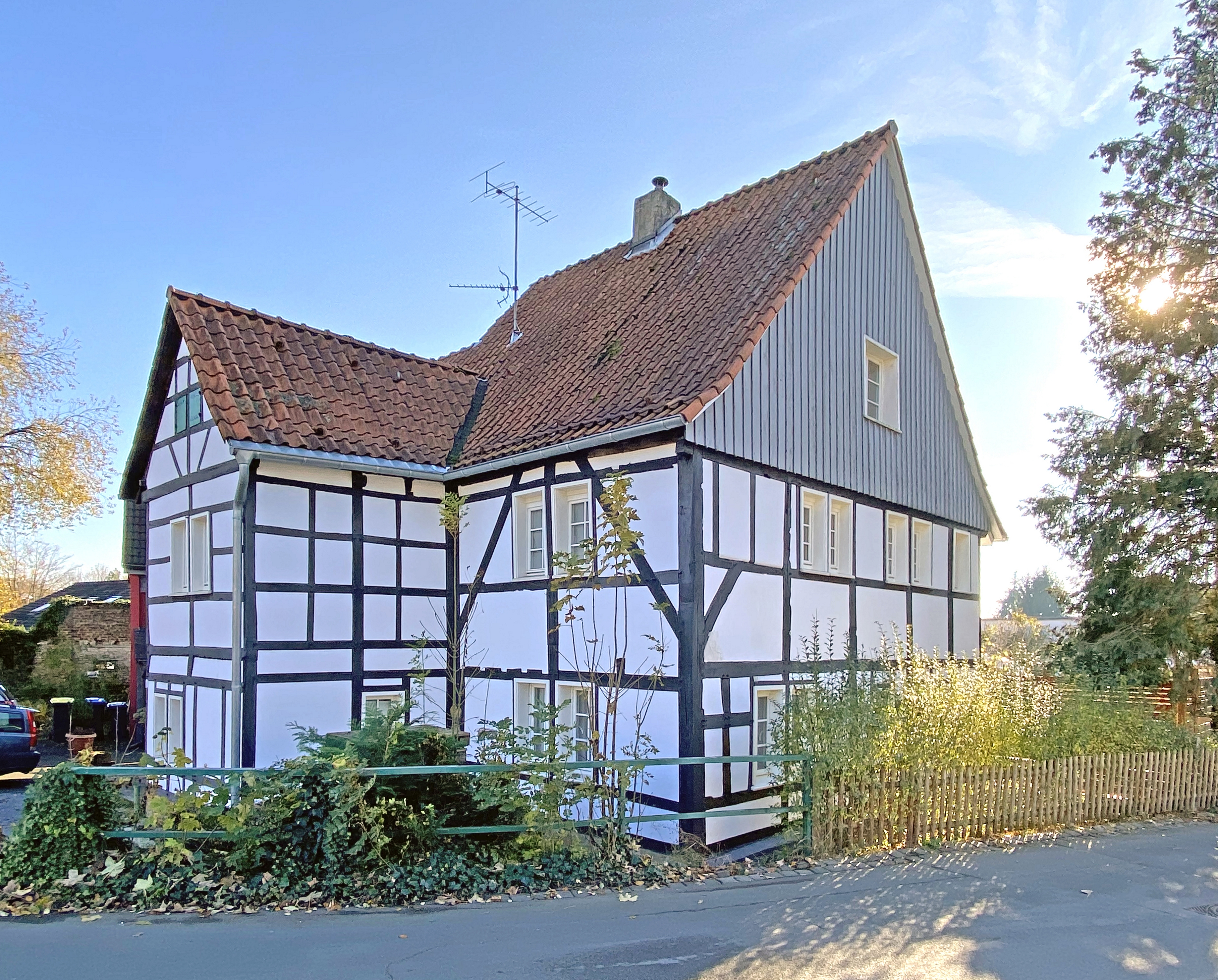
Obenmankhaus 1/3/5
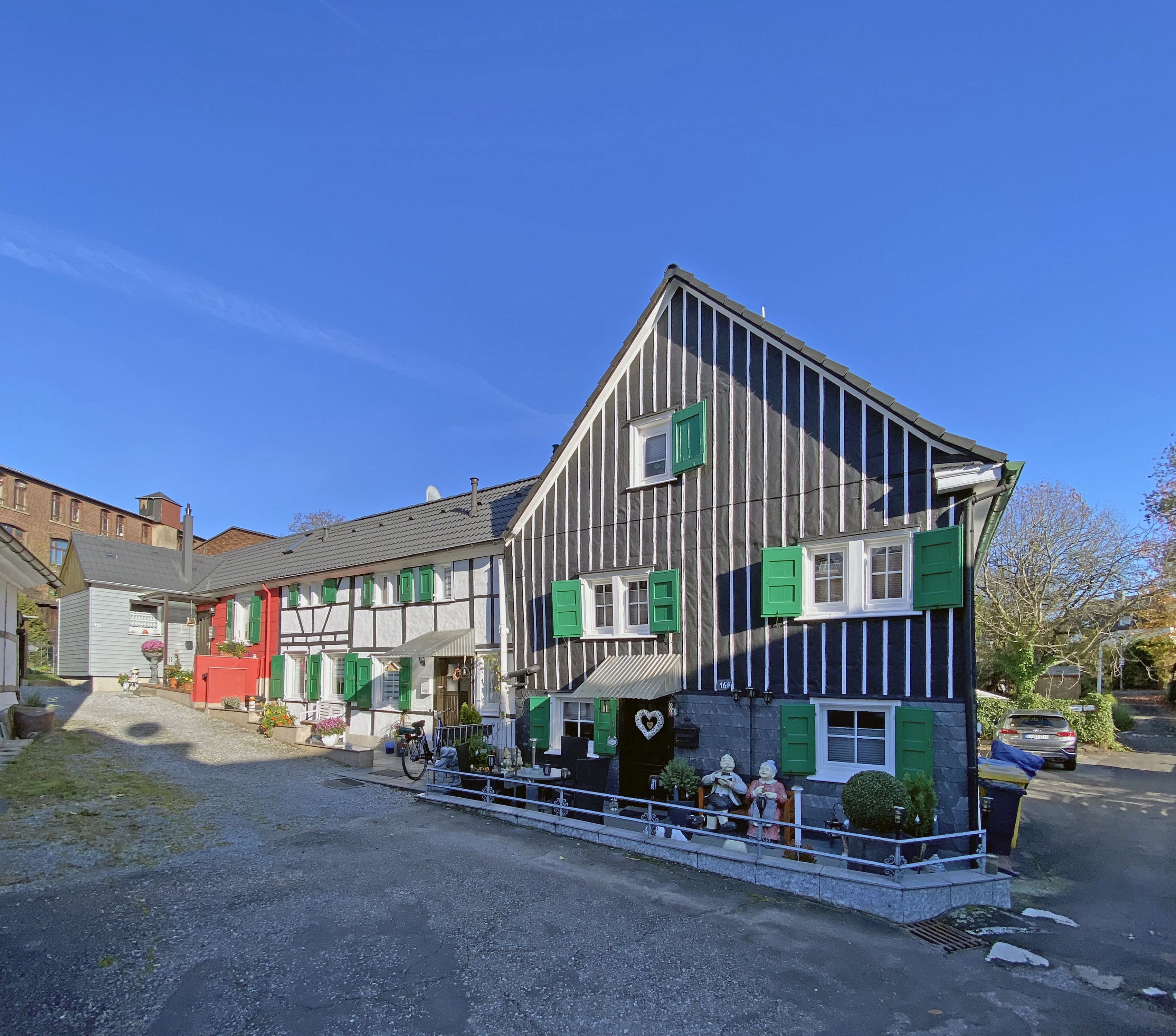
Obenmankhaus 12/14/16
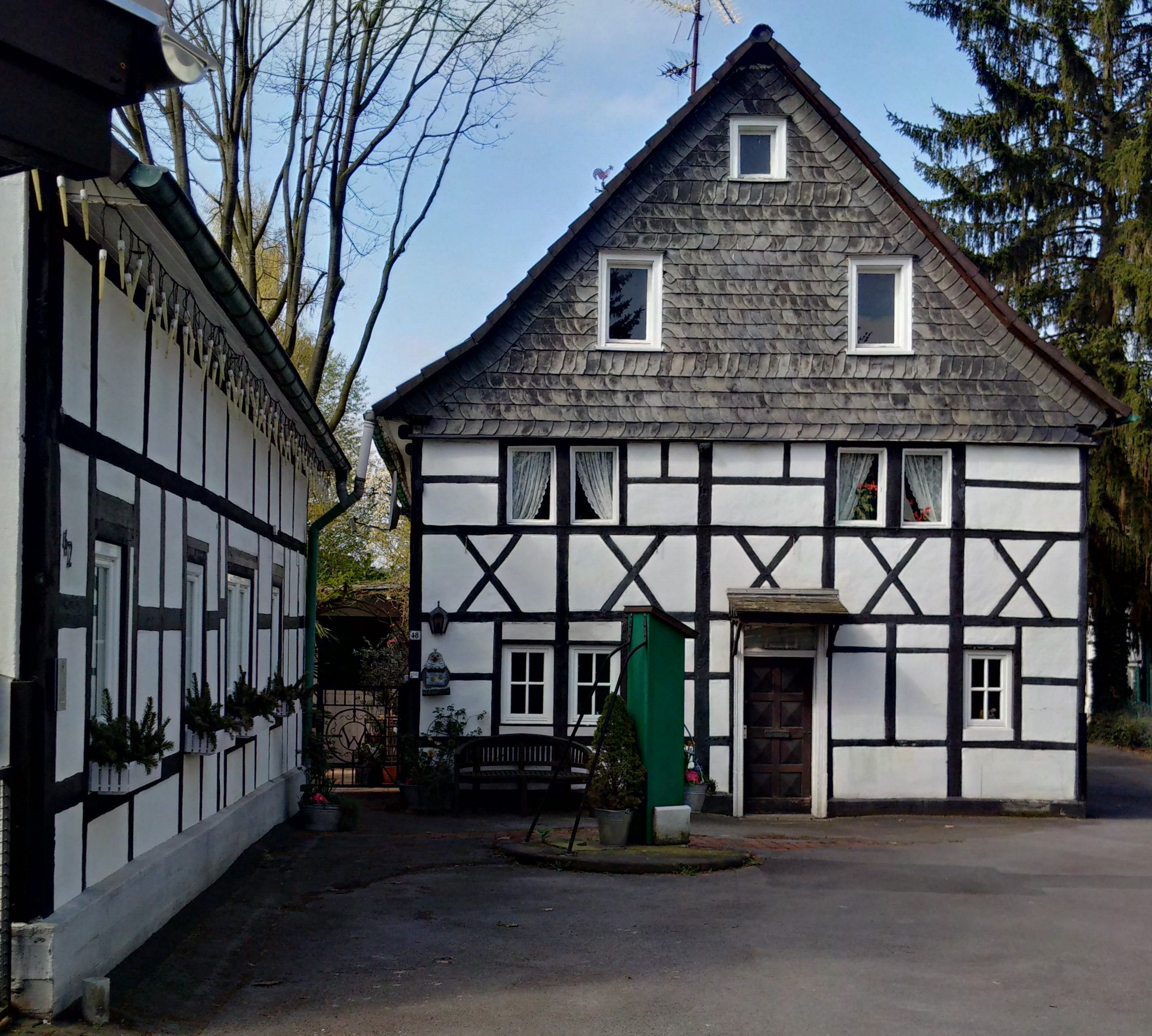
Obenmankhaus 42 und 46
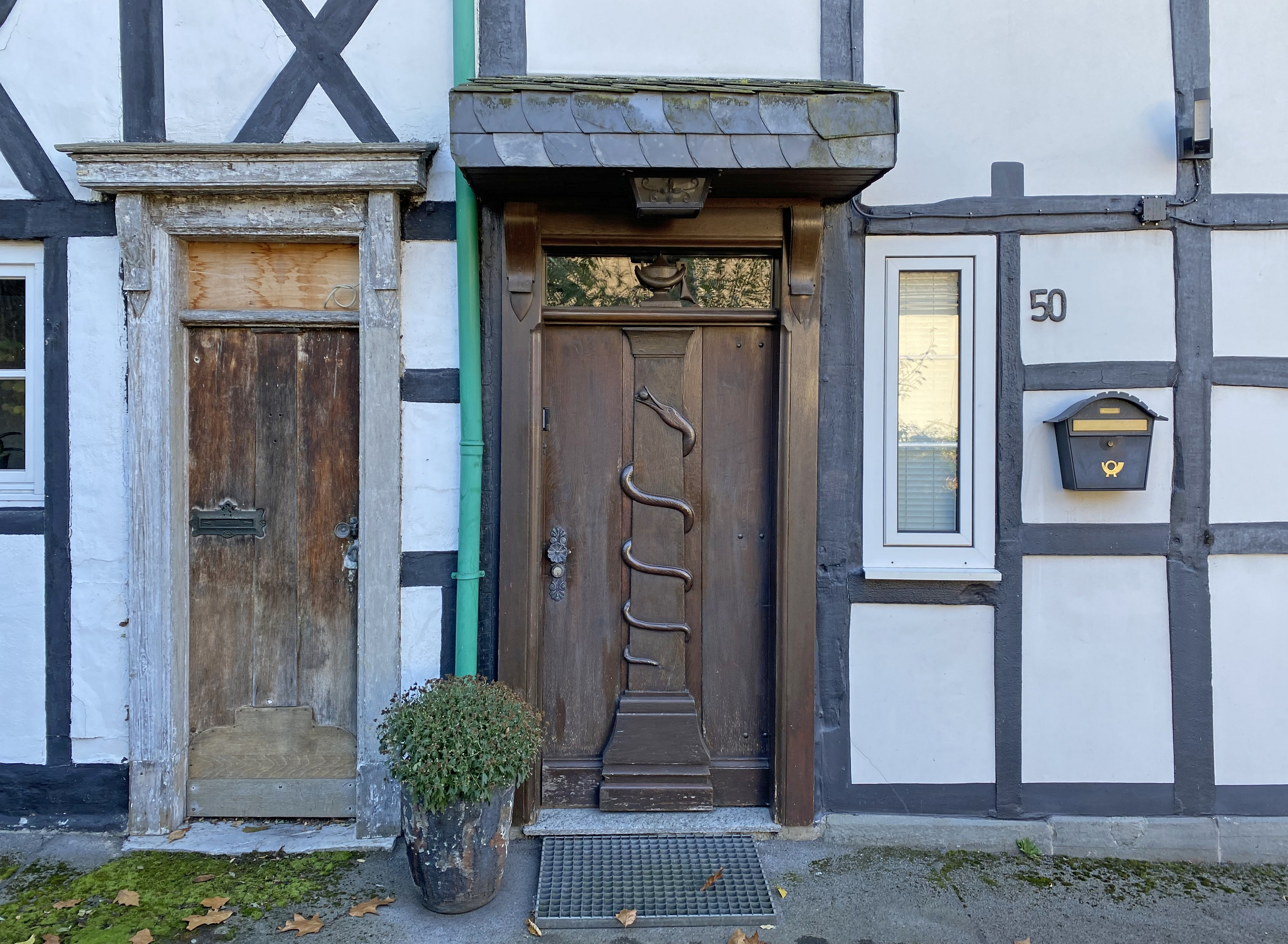
Haustüren Obenmankhaus 50
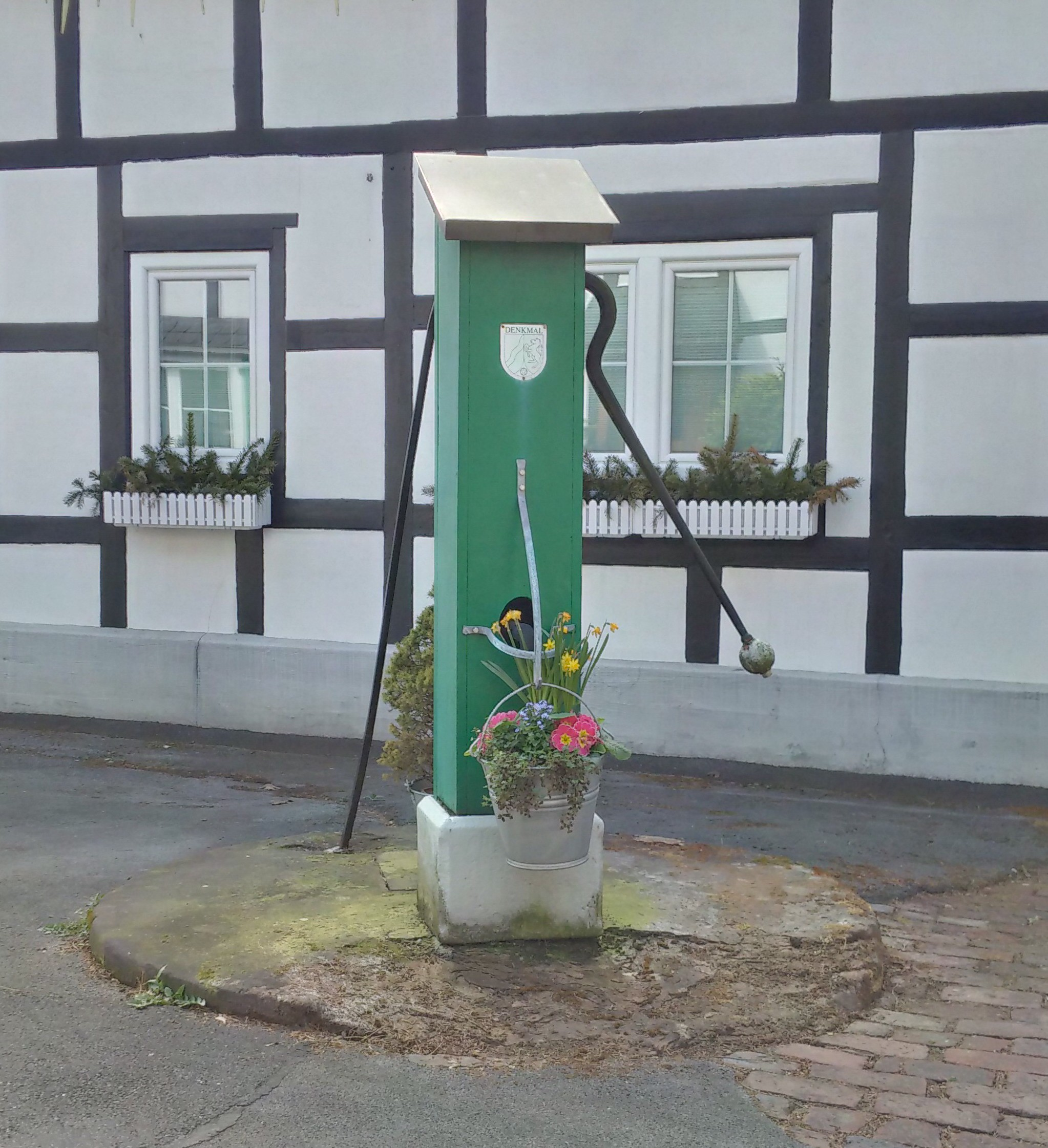
Schwengelpumpe vor Obenmankhaus 42
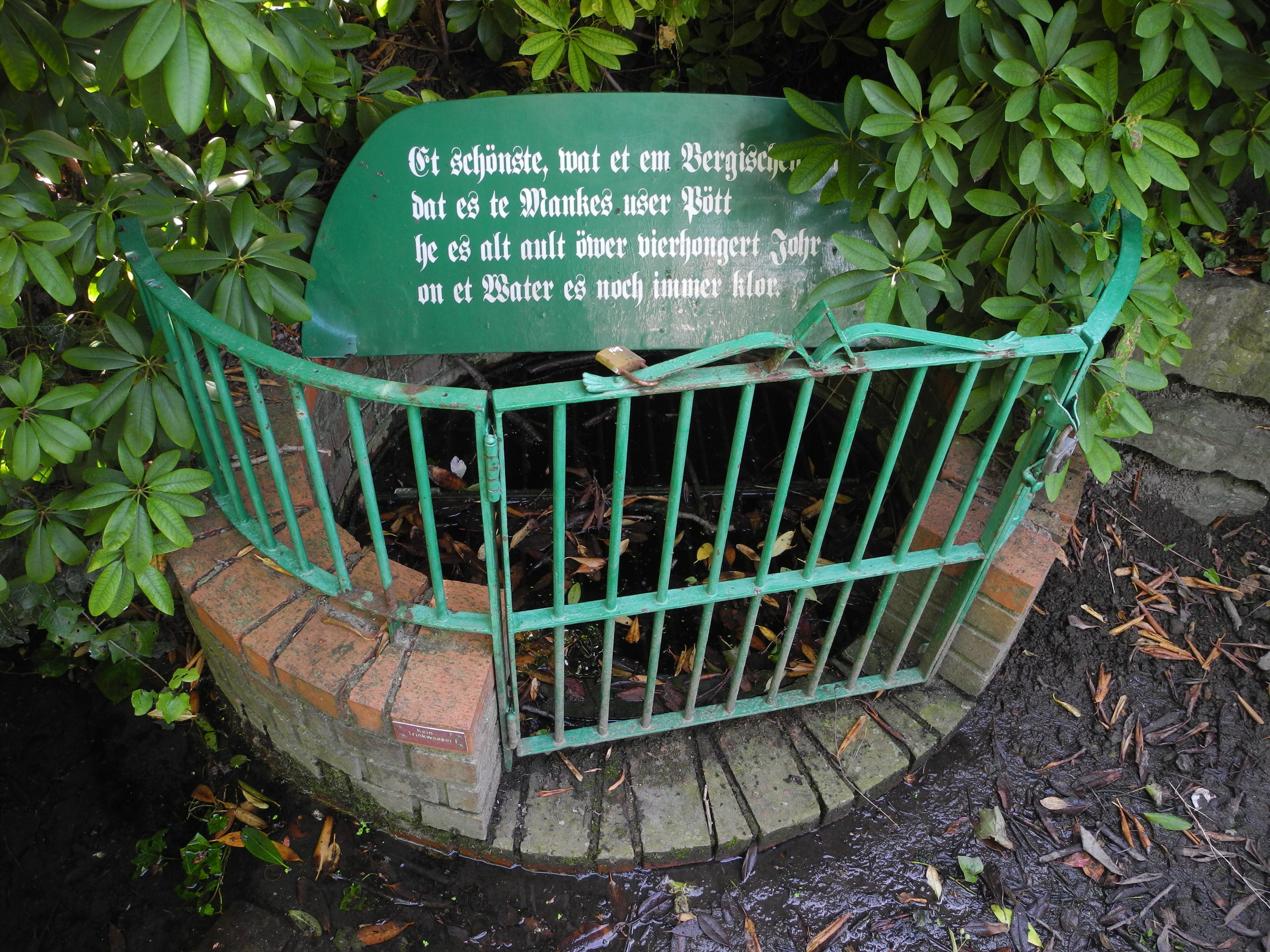
Mankhauser Pött
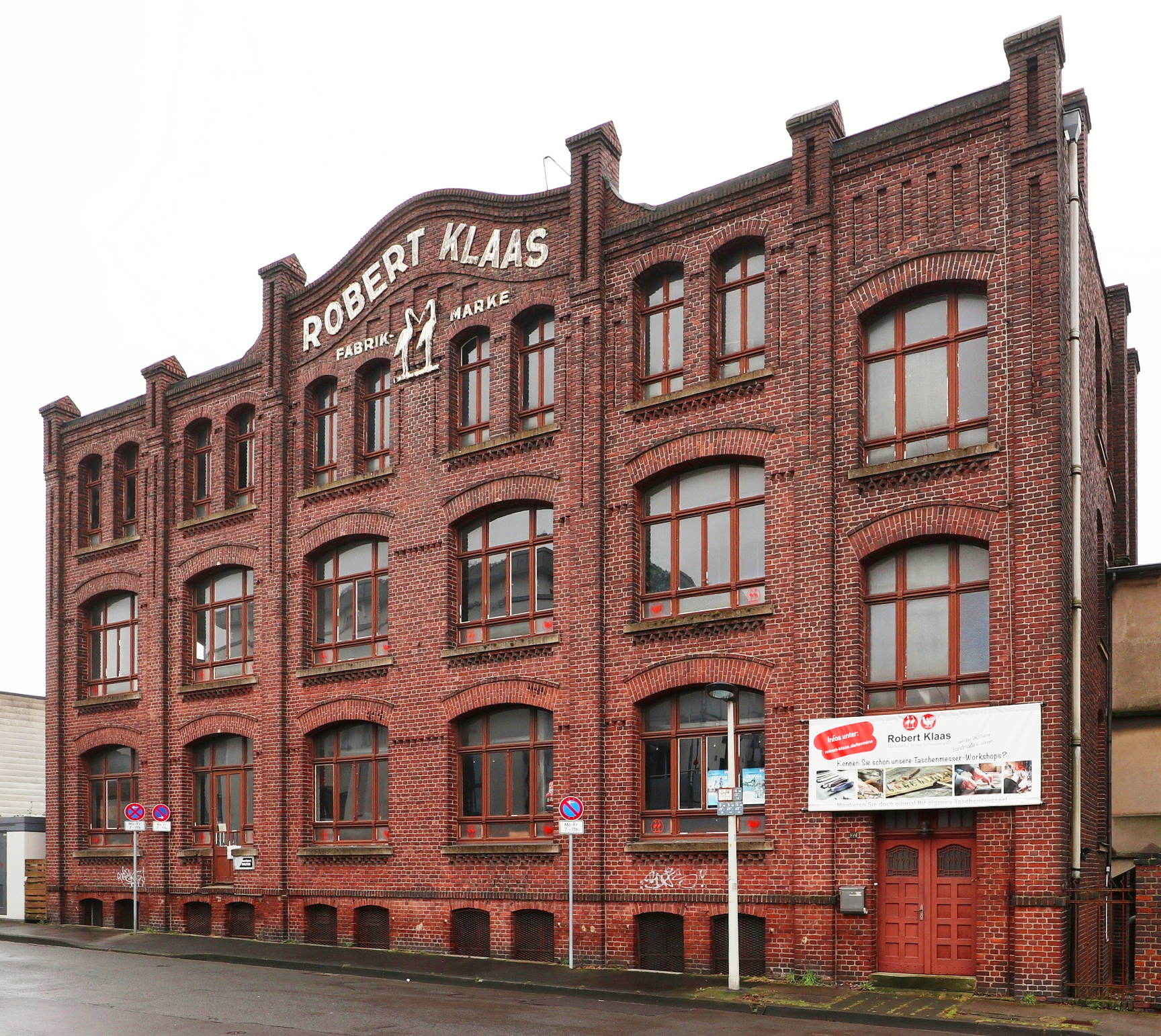
Fabrikgebäude Robert Klaas, Pfeilstraße 37